# 明暦
明暦（、旧字体：明󠄁曆）は、日本の元号の一つ。承応の後、万治の前。1655年から1658年までの期間を指す。この時代の天皇は後西天皇。江戸幕府将軍は徳川家綱。

## 改元
- 承応4年4月13日（グレゴリオ暦1655年5月18日） 後西天皇即位のため改元（ただし、本来は承応2年の内裏火災による改元予定が後光明天皇崩御によって延期されたとの説もある[1]）
- 明暦4年7月23日（グレゴリオ暦1658年8月21日） 万治に改元

## 明暦年間の出来事
- 元年
  - 土佐国にて京都の茶屋から広まった前帯の流行が到来し、以降の女性の着物は、城下町は前帯、山間僻地は後帯に分かれる[2]。
  - 野中兼山によって、土佐国に生息していなかった鯉が1万匹放流されるが、鯰との共生関係を把握できておらず、失敗する[3]。
- 2年7月 稲葉伊勢守殺害事件
- 3年 野中兼山によって、それまで土佐国に生息していなかった鯰1万匹が鯉1万匹と共に放流され、定着する[4]。
- 3年1月 明暦の大火

### 誕生
- 3年 新井白石（旗本・政治家・学者）

### 死去
- 3年 林羅山（儒学者）

## 西暦との対照表
※は小の月を示す。
| 明暦元年（乙未） | 一月※     | 二月 | 三月※ | 四月  | 五月※  | 六月※ | 七月※ | 八月  | 九月※ | 十月  | 十一月  | 十二月   |           |
| ---------------- | --------- | ---- | ----- | ----- | ------ | ----- | ----- | ----- | ----- | ----- | ------- | -------- | --------- |
| グレゴリオ暦     | 1655/2/7  | 3/8  | 4/7   | 5/6   | 6/5    | 7/4   | 8/2   | 8/31  | 9/30  | 10/29 | 11/28   | 12/28    |           |
| ユリウス暦       | 1655/1/28 | 2/26 | 3/28  | 4/26  | 5/26   | 6/24  | 7/23  | 8/21  | 9/20  | 10/19 | 11/18   | 12/18    |           |
| 明暦二年（丙申） | 一月※     | 二月 | 三月  | 四月※ | 閏四月 | 五月※ | 六月※ | 七月※ | 八月  | 九月※ | 十月    | 十一月   | 十二月※   |
| グレゴリオ暦     | 1656/1/27 | 2/25 | 3/26  | 4/25  | 5/24   | 6/23  | 7/22  | 8/20  | 9/18  | 10/18 | 11/16   | 12/16    | 1657/1/15 |
| ユリウス暦       | 1656/1/17 | 2/15 | 3/16  | 4/15  | 5/14   | 6/13  | 7/12  | 8/10  | 9/8   | 10/8  | 11/6    | 12/6     | 1657/1/5  |
| 明暦三年（丁酉） | 一月      | 二月 | 三月  | 四月※ | 五月※  | 六月  | 七月※ | 八月  | 九月※ | 十月※ | 十一月  | 十二月   |           |
| グレゴリオ暦     | 1657/2/13 | 3/15 | 4/14  | 5/14  | 6/12   | 7/11  | 8/10  | 9/8   | 10/8  | 11/6  | 12/5    | 1658/1/4 |           |
| ユリウス暦       | 1657/2/3  | 3/5  | 4/4   | 5/4   | 6/2    | 7/1   | 7/31  | 8/29  | 9/28  | 10/27 | 11/25   | 12/25    |           |
| 明暦四年（戊戌） | 一月※     | 二月 | 三月  | 四月※ | 五月   | 六月※ | 七月  | 八月※ | 九月  | 十月※ | 十一月※ | 十二月   | 閏十二月  |
| グレゴリオ暦     | 1658/2/3  | 3/4  | 4/3   | 5/3   | 6/1    | 7/1   | 7/30  | 8/29  | 9/27  | 10/27 | 11/25   | 12/24    | 1659/1/23 |
| ユリウス暦       | 1658/1/24 | 2/22 | 3/24  | 4/23  | 5/22   | 6/21  | 7/20  | 8/19  | 9/17  | 10/17 | 11/15   | 12/14    | 1659/1/13 |